# Пафнутије Египатски
Пафнутије Египатски (3. век) - свети преподобномученик древне Цркве, који је пострадао за време прогона хришћана под староримским царем Диоклецијаном (284-305).
Пореклом је из Египта, живео је у пустињи. За време гоњења хришћана, владар Аријан нареди да му доведу светог Пафнутија, али подвижник, не чекајући да дођу по њега, сам се појавио пред владаром Египта и исповедио хришћанство. Због тога је предат на муке. Два војника која су га мучила, Дионисије и Калимах, видевши како Божија сила чува мученика, поверовали су у Христа Спаситеља, због чега су и они посечени. Поново затворен у тамницу, Пафнутије обрати Христу четрдесет чиновника које намесник беше бацио у тамницу. Сви они за исповедање Христа бише предати огњу После тога свети Пафнутије, на чудесан начин ослобођен тамнице и с радошћу примљен у дому једног богатог човека по имену Несторија (или Евсторгија), побуди на подвиг мучеништва самог Несторија, супругу његову Ермиону и кћер његову Стефану, који бише обезглављени Аријаном. Потом свети Пафнутије обрати шеснаест ученика дечака, децу угледних родитеља: они бише прободени џилитима, а један од њих спаљен на ломачи; осамдесет пак рибара, подстакнути на мучеништво, бише лишени живота секиром. Свети Пафнутије обрати још четири стотине војника са њиховим старешином Јевсевијем; и они сви бише сажежени у јамама.
После дугих мучења, мучитељи су бацили самог светог Пафнутија у реку са каменом око врата, али он је неким чудом, тако са каменом допливао до обале. Најзад, свети мученик је послат самом цару Диоклецијану, који је наредио да га распну на урминој палми.
Призор његовог страдања обратио је масу народа у веру у Христа, тако да се 546 људи одмах прогласило хришћанима. Сви су прихватили мученичку смрт: једни су посечени мачевима, други спаљени. Заједно су пострадали 303. године.
Православна црква их прославља као свете мученике 25. септембра (8. октобра).